# L'aviazione
L'Aviazione - Grande enciclopedia illustrata era un'enciclopedia aeronautica pubblicata in Italia dalla De Agostini, nel 1982, ma come molte altre dell'epoca venne ideata in Gran Bretagna dalla Aerospace Publishing Ltd.
In Italia chi si interessò di questo progetto era uno staff diretto da Mario Nilo, con Silvio Locatelli come redattore capo, collaboratori come Giorgio Apostolo, e traduttori tra cui Massimo Zamorani. I disegni originali sono di Keith Fretwell, mentre la ricerca illustrazioni è del Centro Iconografico dell'Istituto de Agostini.
La struttura di questa enciclopedia, ripartita in fascicoli da 20 pagine l'uno, era costituita per ciascuno di questi da un articolo iniziale di "storia dell'aviazione", sulla guerra aerea o temi legati all'aviazione civile; poi vi era la sezione "I più famosi aerei del mondo", con una monografia su di un aereo in particolare. Si continuava con una serie di aeroplani, sull'ordine "A-Z", con la disamina di tutti gli aerei militari in ordine alfabetico, in schede con un testo molto prolisso e dettagliato, concentrato in uno spazio ridotto anche per l'uso di un carattere più piccolo rispetto al resto della pubblicazione. 
Infine, nella pagina di copertina finale, vi era la sezione biografica "Precursori e protagonisti del volo", dove venivano raccontate le storie di molti pionieri, anche dimenticati o di secondaria importanza.
Questa enciclopedia apparentemente precede quasi senza soluzione di continuità Aerei da guerra, ma è impostata prevalentemente su velivoli storici e non piuttosto quelli più moderne. In parte ne condivide la struttura, con due grandi articoli su operazioni ed aerei, e lo schedario A-Z. La sua valenza storica è stata certamente enfatizzata, mentre nella successiva riguarda piuttosto l'attualità del mondo dell'aviazione, inoltre limitato al solo campo militare.